# Hinter Fiescherhorn
Hinter Fiescherhorn (4025 m n. m.) je hora v Bernských Alpách. Leží na území Švýcarska v kantonu Valais nedaleko hranic s kantonem Bern. Nachází se poblíž Gross Fiescherhornu. Na vrchol je možné vystoupit od chaty Mönchjochhütte (3657 m n. m.).
Horu poprvé zdolali 28. července 1885 Eugen Guido Lammer a August Lorria.